# دره نور
دره نور (به لاتین: Darai Nur) یک منطقهٔ مسکونی در افغانستان است که در ولسوالی دره‌نور واقع شده‌است. دره نور ۲٬۱۰۶ متر بالاتر از سطح دریا واقع شده‌است.